# William Joseph Browne
William Joseph Browne PC QC (* 3. Mai 1897 in St. John’s, Neufundland; † 10. Januar 1991) war ein kanadischer Politiker der Progressiv-konservativen Partei (PC), der neun Jahre lang Mitglied des Unterhauses war. Er fungierte ferner zwischen 1957 und 1960 als Minister ohne Geschäftsbereich sowie danach von 1960 bis 1962 als Solcitor General von Kanada im 18. kanadischen Kabinett von Premierminister John Diefenbaker.

## Leben

### Studium, Jurist und Politiker im Dominion Neufundland
Browne absolvierte nach dem Schulbesuch zunächst ein grundständiges Studium, das er mit einem Bachelor of Arts (B.A.) abschloss. Nach einem weiteren Studium der Rechtswissenschaften nahm er eine Tätigkeit als Barrister auf und wurde für seine anwaltlichen Verdienste zum Kronanwalt (Queen’s Counsel) ernannt. Später war er auch als Richter tätig.
Seine politische Laufbahn begann Browne im Dominion Neufundland als er als Kandidat der Liberal-Conservative  1924 zum Mitglied des Versammlungshauses gewählt wurde und in diesem bis 1928 den Wahlkreis St. John’s West vertrat. 1932 wurde er für die Progressive Conservative Party of Newfoundland wieder zum Mitglied des Versammlungshauses gewählt, in dem er nunmehr bis 1934 den Wahlkreis Harbour Main-Bell Island vertrat.
1931 wurde er vom Premierminister des Dominion Neufundland Richard Squires zum Mitglied des Exekutivrates ernannt, dem er bis zur Einsetzung der Regierungskommission 1934 angehörte. Unter dem Nachfolger von Squires, Frederick Alderdice, war er darüber hinaus zwischen 1932 und 1934 Minister ohne Geschäftsbereich sowie 1932 vorübergehend geschäftsführender Finanzminister sowie 1933 kurzzeitig geschäftsführender Justizminister.

### Unterhausabgeordneter und Bundesminister
Bei der Wahl vom 27. Juni 1949 wurde Browne als Kandidat der Progressiv-konservativen Partei im Wahlkreis St. John’s West erstmals zum Abgeordneten in das Unterhaus gewählt, verlor diesen Wahlkreis allerdings bereits bei der darauf folgenden Unterhauswahl am 10. August 1953.
Danach wurde er bei einer Nachwahl am 9. März 1954 zum Mitglied in das Abgeordnetenhaus von Neufundland und Labrador gewählt und vertrat dort zunächst den Wahlkreis St. John’s West sowie anschließend seit der Wahl vom 2. Oktober 1956 bis zu seinem Mandatsverzicht am 10. Juni 1957 den Wahlkreis St. John’s South.
Bei der Wahl vom 10. Juni 1957 wurde Browne wiederum zum Abgeordneten in das kanadische Unterhaus gewählt und vertrat in diesem bis zu seiner Niederlage bei der Unterhauswahl am 18. Juni 1962 erneut den Wahlkreis St. John’s West.
Am 21. Juni 1957 wurde er von Premierminister John Diefenbaker in das 18. kanadische Kabinett berufen und war dort bis zum 10. Oktober 1960 zunächst Minister ohne Geschäftsbereich. Nach einer Kabinettsumbildung war er anschließend vom 11. Oktober 1960 bis zum 9. August 1962 Solicitor General von Kanada und damit Chef-Rechtsberater der Regierung.
Nach dem Verlust seines Unterhausmandats wurde er am 19. November 1962 erneut zum Mitglied in das Abgeordnetenhaus von Neufundland und Labrador gewählt, in dem er nunmehr bis 1965 den Wahlkreis St. John’s East Extern vertrat. 
Bei der Wahl vom 8. November 1965 bewarb sich Browne für die PC im Wahlkreis St. John’s East abermals für ein Mandat im kanadischen Unterhaus, erlitt jedoch eine Wahlniederlage und zog sich aus dem politischen Leben zurück.

## Veröffentlichungen
- Finance and politics 1900-1934: lecture delivered to the Newfoundland Historical Society, St. John’s, Newfoundland Historical Society, 1979
- Eighty-four years a Newfoundlander: Memoirs of William J. Browne P.C., Q.C., LL. D., St. John’s, 1981
- And now… Eighty-seven years a Newfoundlander: Memoirs of William J. Browne, P.C., Q.C., LL.D., St. John’s, 1984